# Джанака
Джа́нака (санскр. जनक, IAST: Janaka), также Джа́нак, раджа Джа́нак — правитель царства Видеха, жизнь которого описывается в индийском эпосе «Рамаяна». 
Столица государства Видеха, Митхила, по преданию находилась на месте современного города Джанакпур в Непале в VIII — VII веках до нашей эры. 
В «Рамаяне» Джанака описывается как отец Ситы. Упоминания о нём также содержатся в «Брихадараньяка-упанишаде», «Махабхарате»,  Пуранах, "Бхагавата-пуране", Джатаках и др. текстах.